# Gustav Droysen

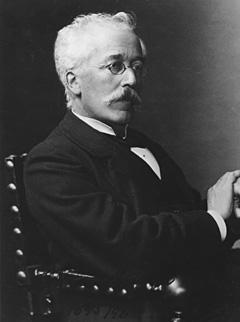
Gustav Droysen

Johann Gustav Ferdinand Droysen (* 10. April 1838 in Berlin; † 10. November 1908 in Halle) war ein deutscher Historiker.

## Leben
Droysen war der Sohn des weitaus bekannteren Historikers und Universitätsprofessors Johann Gustav Droysen und war evangelisch-lutherischer Konfession. Droysen studierte zunächst in Jena und Berlin Rechtswissenschaft und seit 1860 Philosophie und Geschichte in Göttingen, wo er 1862 promoviert wurde. Zu seinen akademischen Lehrern zählten neben seinem Vater u. a. Georg Waitz und Leopold von Ranke. Nach seiner Habilitation im Jahre 1864 in Halle und der Erlangung einer außerordentlichen Professur in Göttingen wurde er 1872 als ordentlicher Professor nach Halle berufen, wo er bis zu seiner Versetzung in den Ruhestand 1902 das Fach Neuere Geschichte vertrat.

## Wissenschaftliches Werk

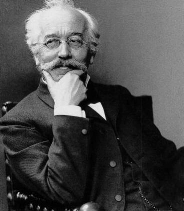
Gustav Droysen

Droysens Hauptinteressensgebiet war der Dreißigjährige Krieg. Doch legte er auch für die Zeit der Gegenreformation bedeutende Werke vor. 1869/70 erschien die Biographie Gustavs II. Adolf, 1877 eine Quellenedition von Schriftstücken des Schwedenkönigs, 1885 eine zweite große Biographie über Bernhard von Weimar. Seit 1874 gab er die Halleschen Abhandlungen zur neueren Geschichte heraus; 1893 legte er eine Geschichte der Gegenreformation vor. Droysen revidierte das bis dahin gültige Bild Gustavs II. Adolf, nach dem der schwedische König ausschließlich einen Glaubenskrieg zur Unterstützung der Protestanten führte, und nahm machtpolitische und auch wirtschaftliche Interessen in dessen Kriegführung in den Blick.
Darüber hinaus lag Droysens wissenschaftliche Bedeutung in der Öffnung der Geschichtswissenschaft zu den Nachbardisziplinen, als Herausgeber des Historischen Handatlas (1886) wie als Leiter des Kupferstichkabinetts der Halleschen Universität seit 1884. Postum erschien 1910 der erste Band einer Biographie seines Vaters, dem er sich in seinen letzten Lebensjahren mehr und mehr zugewandt hatte. Zu erwähnen sind auch Aufsätze, die im engeren Sinne die politische Geschichte in Sachsen während des 16. und 17. Jahrhunderts betreffen und u. a. in der Zeitschrift Archiv für Sächsische Geschichte erschienen. Im Unterschied zu seinem Vater, der auch auf die Methodik der Geschichtswissenschaft (Historik) im Allgemeinen großen Einfluss ausübte, befasste sich Gustav Droysen mit geschichtstheoretischen Problemen nur wenig.

## Mitgliedschaften
Gustav Droysen war Mitglied der Deutschen Morgenländischen Gesellschaft.

## Veröffentlichungen (Auswahl)
- Albrecht’s I. Bemühungen um die Nachfolge im Reich. Veit, Leipzig 1862 (Phil. Diss. Göttingen, Digitalisat).
- Gustaf Adolf. 2 Bände. Veit, Leipzig 1869–1870 (Band 1, Band 2).
- Die Schlacht bei Frankenhausen (1525). In: Zeitschrift für Preußische Geschichte und Landeskunde. Band 2, 1873, S. 590–617 (Digitalisat).
- als Herausgeber: Gedruckte Relationen über die Schlacht bei Nördlingen 1634 (= Materialien zur neueren Geschichte. Band 4). Max Niemeyer, Halle 1885.
- Bernhard von Weimar. 2 Bände. Duncker & Humblot, Leipzig 1885.
- Allgemeiner Historischer Handatlas in sechsundneunzig Karten, mit erläuterndem Text. Ausgeführt […] unter Leitung von Richard Andree. Bielefeld / Leipzig 1886 (Digitalisat).
- Geschichte der Gegenreformation (= Allgemeine Geschichte in Einzeldarstellungen. 3. Abteilung, Band 3,1). Grote, Berlin 1893.
- Johann Gustav Droysen. Erster Teil: Bis zum Beginn der Frankfurter Tätigkeit. Teubner, Berlin/Leipzig 1910 (mehr nicht erschienen).